# Casa de Moneda de Colombia
Casa de Moneda de Colombia (hiszp. Kolumbijska mennica) – kolumbijskie muzeum walutowe w Bogocie założone w 1621 jako mennica. Była to pierwsza tego typu instytucja na kontynencie amerykańskim. Obecnie mennica jest nazywana Fábrica de Moneda (fabryka monet). Muzeum zostało udostępnione dla zwiedzających 11 grudnia 1996.